# لويس فرناندو سيلفا
لويس فرناندو سيلفا (بالإسبانية: Luis Fernando Silva) (23 مارس 1989 بموريليا في المكسيك - ) هو لاعب كرة قدم مكسيكي في مركز الدفاع. شارك مع منتخب المكسيك تحت 20 سنة لكرة القدم. أما مع النوادي، فقد لعب مع نادي موريليا الرياضي وطوروس نيزا.

## وصلات خارجية
- لويس فرناندو سيلفا على موقع قاعدة بيانات كرة القدم.إي يو (الإنجليزية)
- لويس فرناندو سيلفا على موقع Soccerway.com (الإنجليزية)
- لويس فرناندو سيلفا على موقع AS.com (الإسبانية)